# Oxacis granulata
Oxacis granulata är en skalbaggsart som beskrevs av Leconte 1866. Oxacis granulata ingår i släktet Oxacis och familjen blombaggar. Inga underarter finns listade i Catalogue of Life.